# Australohyaena antiqua
Australohyaena antiqua és una espècie extinta de mamífer esparassodont de la família dels borhiènids que visqué a Sud-amèrica durant l'Oligocè, fa entre 21 i 29 milions d'anys. Se n'han trobat restes fòssils a les províncies argentines de Chubut i Santa Cruz. En un primer moment, fou classificada en el gènere Proborhyaena. Era un borhiènid gros i probablement hipercarnívor. L'anatomia del crani i les dents fa pensar que era capaç d'esberlar els ossos de les seves preses. Es calcula que devia pesar uns 67 kg. El nom genèric Australohyaena significa ‘hiena austral’.